# Vetets bladfläcksjuka
Vetets bladfläcksjuka orsakas av Pyrenophora tritici-repentis (anamorf: Dreschlera tritici-repentis), som är en svampart som först beskrevs av Died., och fick sitt nu gällande namn av Drechsler 1923. Pyrenophora tritici-repentis ingår i stammen Ascomycota (sporsäckssvampar), släktet Pyrenophora och familjen Pleosporaceae.   Inga underarter finns listade i Catalogue of Life.
I den svenska databasen Dyntaxa används istället namnet Pyrenophora trichostoma för samma taxon.  Arten är reproducerande i Sverige.
Vetets bladfläcksjuka angriper främst höst- och vårvete men även rågvete kan drabbas, av dessa förekommer viss variation mellan sorter i mottaglighet för angrepp av svampen. Svampen kan dessutom angripa andra gräsarter, till exempel råg och kvickrot. Angrepp av vetets bladfläcksjuka kan troligtvis gynna andra bladfläcksjukdomar. Till exempel förekommer ofta vetets bladfläcksjuka samt svampsjukdomen svartpricksjuka (orsakad av svampen Mycosphaerella graminicola) samtidigt i fält med vete.

## Utseende
I infekterade grödor syns den primära smittan som mörkbruna nekrotiska fläckar på groddplantornas första blad, samt en brun missfärgning antingen som en längsgående strimma eller i övre kanten på koleoptilen. Den primära smittan orsakas av infekterat utsäde, det är okänt hur stor denna infektion har för svampens vidare spridning. De sekundära infektionerna orsakas av konidier och ascosporer som överlever på skörderester från tidigare grödor, det är dessa som har störst betydelse för spridningen av sjukdomen. Dessa infektioner syns som små, avlånga, mörkbruna fläckar med en gul klorotisk bord runt kanten, i mitten utvecklas senare en ljusgrå fläck som kallas fönsterfläck. Med tiden blir fläckarna allt ljusare och större, och växer samman till nektotiska mönster med ett oregelbundet och flammigt utseende. Angreppen leder till att växtens blad vissnar och kan alltså orsaka skördeförluster vid stora angrepp.

## Förebyggande och direkta åtgärder
Då svampen överlever på smittade skörderester uppstår allvarliga angrepp i regel då mycket skörderester finns kvar på jordytan i kombination med att vete odlas två eller flera år i rad på samma fält. För att förebygga angrepp bör därför växtresterna brukas ned i marken efter skörd, samt är det fördelaktigt med en varierad växtföljd. En varierad växtföljd skapar odlingsuppehåll mellan växter som är mottagliga för svampen, vilket gör att infekterade skörderester och andra smittokällor hinner brytas ned och därmed hålls smittotrycket nere. Det är även fördelaktigt att bekämpa gräsogräs i åkermark, till exempel kvickrot, då även de kan infekteras av vetets bladfläcksjuka. Skulle det förekomma stora angrepp av vetets bladfläcksjuka går det att bekämpa kemiskt med hjälp av fungicider i konventionellt odlade fält. År 2020 rekommenderas bekämpning vid DC 31-32 då det finns mer än 75% angripna plantor och vid DC 32-59 rekommenderas bekämpning vid fler än 25% angripna plantor. Då vetets bladfläcksjuka ofta förekommer samtidigt som växtsjukdomen svartpricksjuka kan preparat användas som hämmar båda växtsjukdomarna. De preparat som Jordbruksverket rekommenderar är Ascra Xpro och Elatus Era.  Det finns uppgifter om att viss utsädesburen smitta förekommer genom att svampen finns i form av mycel på infekterade kärnor, därför bör man använda sig av friskt utsäde för att undvika smitta.

## Biologi
På infekterade växter börjar svampen bilda sitt sexuella stadium redan före skörden av grödan. Det sexuella stadiet syns först som små mörka prickar på strå och blad och utgörs alltså av svampens fruktkroppar i form av pseudothecier. Med tiden framträder dessa allt mer och blir framåt vintern mer upphöjda samt får “spröt” runt mynningen. Ur dessa fruktkroppar växer det fram ascosporer som mognar under vårvintern, de kan spridas redan då det blir några få plusgrader. Därför är det troligtvis dessa som orsakar de första infektionerna på våren. Ascosporerna sprids normalt endast inom det infekterade fältet. Svampen sprids även asexuellt via konidier, vilka även de kan bildas på infekterade halmrester. Konidierna sprids främst inom fältet, men kan även spridas långa avstånd med vinden. Avstånden för spridningen kan sträcka sig flera kilometer, men leder sällan till starka angrepp. Däremot bidrar den långväga spridningen till att svampen förekommer på stora ytor på lång sikt. Svampen trivs mycket bra vid varmt och fuktigt väder, optimal utvecklingstemperatur är mellan 20 och 28°C. Infektion och sporbildning kan även ske vid riklig daggbildning. Vid optimala förhållanden är inkubationstiden cirka 3 till 8 dagar.

## Förväxlingsrisk
Det föreligger förväxlingsrisk mellan angrepp av vetets bladfläcksjuka och sjukdomarna svartpricksjuka (orsakad av svampen Mycosphaerella graminicola) samt brunfläcksjuka (orsakad av svampen Parastagonospora nodorum). Angreppen är särskilt lika varandra vid äldre stadier. Vetets bladfläcksjuka kan även förväxlas med fysiologiska fläckar på bladen, dessa är inte orsakade av svampangrepp trots att det kan vara mycket lika i utseendet, utan uppstår vid snabba omslag i väderleken eller andra pressade väderförhållanden. Fläckarna kan då bildas samtidigt samt vid samma bladnivå, ibland kommer de enbart på speciella sorter. Orsaken till att de fysiologiska fläckarna bildas är ej känd. För att undersöka om bladfläckarna faktiskt är orsakade av vetets bladfläcksjuka kan en enklare version av osmosmetoden användas för att ställa diagnos. Då plockas ett infekterat blad och läggs ovanpå på ett papper. Dessa placeras på ett fat med bladet uppåt. Pappret ska mättas med sockerlösning, 13,5 g socker löst i 1 dl vatten. Fatet ska sedan täckas med glas eller plast och ställas ljust i 4 till 7 dagar, till exempel på en fönsterbräda eller liknande. Skulle det bildas fläckar på pappret intill bladet med en tegelröd färg är det troligtvis vetets bladfläcksjuka det rör sig om, då varken svartpricksjuka, brunfläcksjuka eller fysiologiska fläckar bildar färgade fläckar på papper.

## Bildgalleri

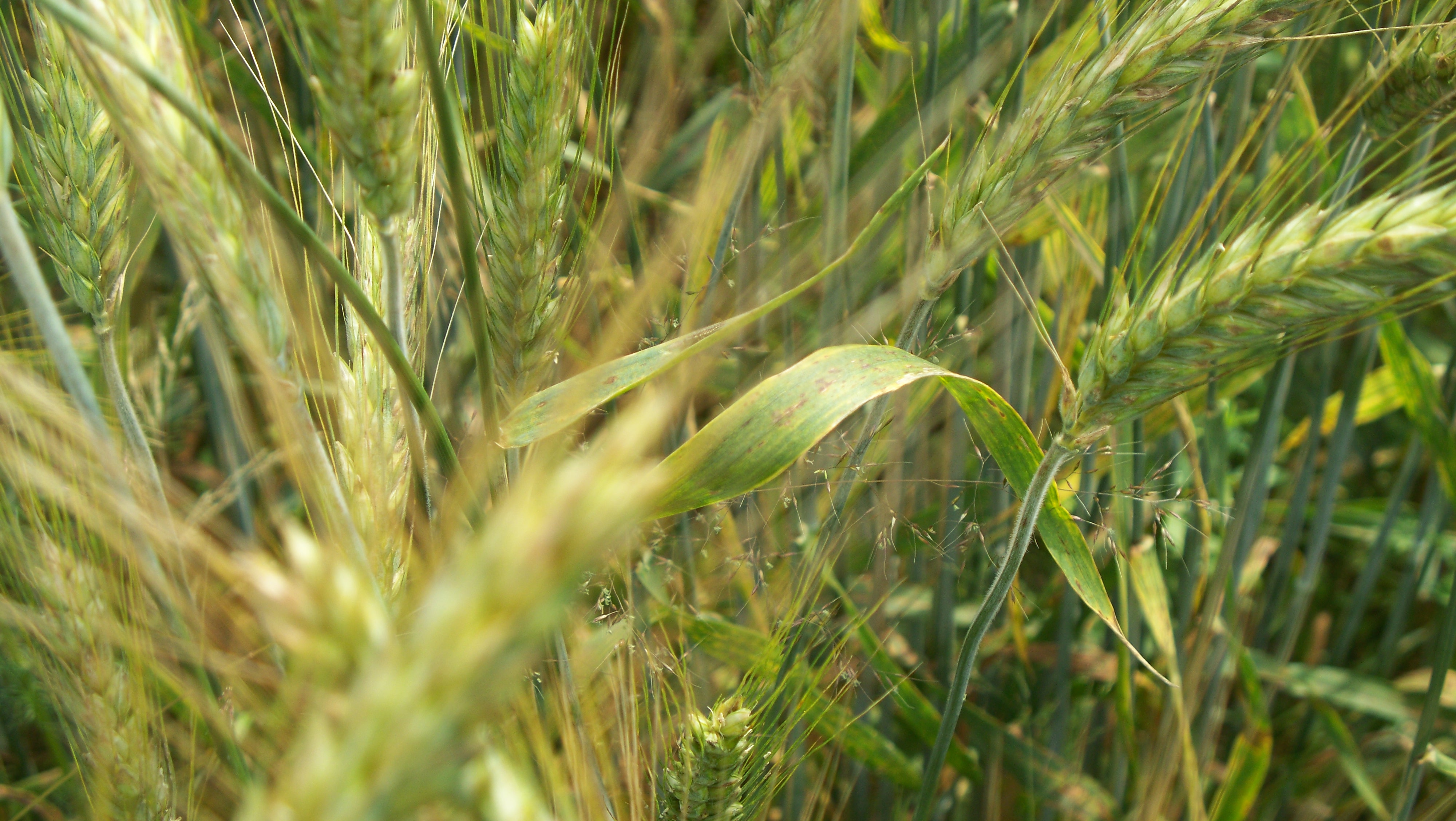